# Adilabad
Adilabad est une ville indienne située dans le district d'Adilabad dans l’État du Télangana. En 2011, sa population était de 117 167 habitants.

## Source de la traduction
- (en) Cet article est partiellement ou en totalité issu de l’article de Wikipédia en anglais intitulé « Adilabad » (voir la liste des auteurs).